# The Highwayman (poème)
Pour les articles homonymes, voir Highwayman.
The Highwayman est un poème narratif écrit par Alfred Noyes, publié à l'origine dans l'édition d'août 1906 de Blackwood's Magazine, basé à Édimbourg en Écosse. L'année suivante, il fut inclus dans la collection de Noyes intitulée Forty Singing Seamen and Other Poems, devenant un succès immédiat. En 1995, il est classé 15e d'un sondage de la BBC sur les « poèmes préférés de la Nation ».

## Résumé
Le poème se déroule dans l'Angleterre rurale du XVIIIe siècle et raconte l'histoire d'un bandit de grand chemin (en anglais highwayman) anonyme qui est amoureux de Bess, la fille d'un aubergiste. Livré aux autorités par la dénonciation de Tim, un garçon d'étable jaloux, le bandit échappe à une embuscade quand Bess sacrifie sa vie pour le prévenir. Apprenant sa mort, il meurt à son tour dans une tentative futile de vengeance, abattu sur la grand-route. Dans la dernière strophe, les fantômes des deux amoureux se rencontrent à nouveau durant les nuits d'hiver.

## Écriture
Le poème fut écrit au bord d'une bande de terre désolée dans l'ouest du Surrey connue sous le nom de Bagshot Heath, où Noyes, alors âgé de 24 ans, s'était installé dans un cottage. Dans son autobiographie, il écrit : « Bagshot Heath à l'époque était un endroit un peu sauvage, toute de bruyère et de pins. The Highwayman s'est suggéré à moi une nuit venteuse lorsque le bruit du vent dans les pins m'a donné la première ligne.

## Qualités littéraires
Le poème fait un usage important d'une imagerie vive pour le décor et de phrases répétitives pour créer la sensation d'un cavalier parcourant l'obscurité de la lande pour un rendez-vous amoureux ou pour la marche de soldats sur cette même route pour lui tendre une embuscade.
The Highwayman est considéré comme étant « le meilleur poème narratif existant pour la déclamation orale".
Près d'un demi-siècle plus tard, Noyes écrit : « Je pense que le succès de ce poème... vient du fait qu'il n'est pas une composition artificielle, mais a été écrit à un âge où j'étais véritablement excité par ce genre d'histoire romantique. »

## Adaptations et utilisations dans la culture populaire
Le poème fut adapté en tant que cantate pour voix mixtes et orchestre par le compositeur américain Deems Taylor en 1914, et interprété pour la première fois au McDowell Festival, Peterborough, N.H., avec E.G. Hood pour directeur et le baryton Reinald Weathermen en tant que soliste.
En 1933, une adaptation du poème pour chorale et petit orchestre par le compositeur anglais C. Armstrong Gibbs a été interprété pour la première fois à l'école de musique du Winchester College
En 1951, le poème a été utilisé comme base pour un long-métrage hollywoodien du même nom, avec Philip Friend et Wanda Hendrix dans les rôles principaux. Noyes a écrit dans son autobiographie qu'il était agréablement surpris par « le fait que dans ce film, produit à Hollywood, le poème lui-même était utilisé et suivi avec le plus grand soin artistique.
En 1965, le chanteur de folk Phil Ochs a mis le poème en musique dans son album I Ain't Marching Anymore.
En 1981, Oxford University Press a publié une édition du poème illustrée en noir et blanc par Charles Keeping. Il a gagné le prix annuel médaille Kate-Greenaway de la Library Association, reconnaissant la meilleure illustration de livre d'enfant de l'année faite par un sujet britannique
En 1988 le groupe britannico-américain Fleetwood Mac utilise l'intrigue du poème pour illustrer le clip de leur titre Everywhere (en).
En 1997, Loreena McKennitt a chanté une version de ce poème dans son album The Book of Secrets.
En juin 1997, DAW Books a publié Highwaymen: Robbers & Rogues, édité par Jennifer Roberson. Cette anthologie a été inspirée quand un groupe de femmes auteurs de fantasy a commencé à discuter du poème de Noyes dans leur "Topic" dans le SFRT de GEnie.
En 2000, Andy Irvine a sorti une adaptation de la chanson de McKennitt sur son album Way Out Yonder.
En 2002, l'auteure américaine Deborah Ballou a publié The Highwayman: A Novel Inspired by Alfred Noyes' Poem.
L'auteure écossaise pour enfants Nicola Morgan a utilisé le poème comme toile de fond pour ses romans historiques, The Highwayman's Footsteps and The Highwayman's Curse, publiés chez Walker Books en 2006 et 2007. Au sujet du premier, Morgan a écrit, « Le poème de Noyes inspire mon livre si ouvertement, si profondément, que j'ai dû demander la permission de l'utiliser. »,
Le roman de fiction historique de 2011 The Mark of the Golden Dragon de L.A. Meyer emprunte lourdement à ce poème son inspiration pour une intrigue secondaire importante.